# Phragmobasidiomycetes
Classe
Les Phragmobasidiomycetes ou Phragmobasidiomycètes constituaient une classe (ou sous-classe) des champignons basidiomycètes. Cette classification est maintenant abandonnée.

Ce groupe était caractérisé par la présence d'une baside qui se cloisonne avant de former les tétraspores.
Ce groupe comprenait deux ordres les Tremellales et les Auriculariales, actuellement classés dans le sous-embranchement des Agaricomycotina.